# Dysderocrates
Genre
Dysderocrates est un genre d'araignées aranéomorphes de la famille des Dysderidae.

## Distribution
Les espèces de ce genre se rencontrent en Europe du Sud-Est et en Turquie.

## Liste des espèces
Selon World Spider Catalog (version 20.0, 21/02/2019) :
- Dysderocrates egregius (Kulczyński, 1897)
- Dysderocrates gasparoi Deeleman-Reinhold, 1988
- Dysderocrates kibrisensis Gücel, Charalambidou, Göçmen & Kunt, 2019
- Dysderocrates marani (Kratochvíl, 1937)
- Dysderocrates regina Deeleman-Reinhold, 1988
- Dysderocrates silvestris Deeleman-Reinhold, 1988
- Dysderocrates storkani (Kratochvíl, 1935)
- Dysderocrates tanatmisi Karakaş Kiliç & Özkütük, 2017

## Publication originale
- Deeleman-Reinhold & Deeleman, 1988 : Revision des Dysderinae (Araneae, Dysderidae), les espèces méditerranéennes occidentales exceptées. Tijdschrift voor Entomologie, vol. 131, p. 141-269 (texte intégral).